# 澳門國際環保合作發展會
澳門國際環保合作發展論壇及展覽（英語：The Macao International Environmental Co-operation Forum & Exhibition）簡稱為MIECF，由澳門政府主辦，澳門貿易投資促進局及環境保護局負責承辦，首屆於2008年舉辦。目的是透過推廣環保產業、推動可持續的經濟及社會發展，為內地與世界各國進行科技交流及環保合作提供平台。以「關注環保、親近自然、分享樂活」為口號，體現政府積極推廣環保的政策，與國際社會的環保目標一致。

## 歷史
活動在2008年開始由澳門政府牽頭舉辦的國際會議，同時舉行展覽會，為業界提供交流最新資訊的平台，以回應刻不容緩的環境問題。出席的有世界各地著名的環境專家，共同促進全球合作，發揮環保創意。論壇劃分成特定的專題，以便進行目標明確及方案主導的討論，鼓勵積極參與。專題包括國際合作議題、節能減排、高效使用及管理水源、潔淨生產工序、智能—生態城市及可持續運輸系統。各專題系列會同步舉行，集中討論環境問題及高效能解決方案，並由科學界及工業界代表展示。論壇着重探討如何運用科學及技術，就市區廢物轉化為財富，善用合乎經濟原則的環保技術，維持增長動力。
綠色論壇和綠色展覽是每年MIECF的重點項目。每屆繼續舉辦一系列論壇，邀請海內外的專家、學者及業界人士，分享他們對各種環保議題的真知灼見，促進各與會政府代表、商業機構及社會團體等之間的交流。而且同時舉辦專題工作坊，進一步提升活動的實際效益。大會致力吸引海內外及澳門環保相關企業和機構積極參展，期望提升參展商的國際化水平。政府將透過每年舉辦MIECF，更進一步在環保領域上加強合作和交流，強化招商引資的平台作用，全面提升海內外和本地買家計劃、交流活動的專業化程度，共同締造綠色和低碳的可持續發展城市。

## 活動內容

### 綠色論壇
論壇劃分成特定的專題，以便進行目標明確及方案主導的討論，鼓勵積極參與。論壇的專題包括國際合作議題、節能減排、高效使用及管理水源、潔淨生產工序、智能／生態城市及可持續運輸系統。論壇各專題系列將會同步舉行，集中討論環境問題及高效能解決方案，並由科學界及工業界代表展示。論壇著重探討如何運用科學及技術，把市區的廢物轉化為財富，善用合乎經濟原則的環保技術，維持增長動力。論壇亦論及各國如何致力制定鼓勵創新的公共政策，確保我們能克服挑戰，掌握二十一世紀無限的機遇。論壇還有一個專注「國際合作」的環節，由代表歐盟、泛珠三角區域各省及港澳政府的官員負責演示，針對可持續發展的議題、重點討論環境發展、環境策略規劃，以及現存市場的需要。此等政府專注的討論，有助我們為未來可持續的目標、政經及社會之間的新關係制定發展框架。

### 綠色展覽
展覽會則展示最新的環保科技、先進技術及方法，促進供應商與最終用戶的精明夥伴關係，務求支持轉化為綠色經濟的長遠發展，最終達至生態平衡。二00八MIECF亦帶來珍貴的機會，讓泛珠三角區域各省區的環保業界認識澳門及海外同業。
展覽已為本澳訂定綠色會展指標，並已向「九加二泛珠三角」地區起示範作用，政府日後可考慮以此作為會展論壇設置標準。林中賢表示，2010年環保合作發展論壇及展覽已引進重複使用或循環再造的新物料，包括環保地毯和鋁合金等，垃圾量亦由30車減至20車。

### 綠色商機合作日
為加強環保領域企業間的商務合作，論壇首日定為「綠色商機合作日」，並由貿促局及多個國際性商會聯合主辦。「商機日」的主題是「綠色匯點 商機盡顯」，內容包括綠色商機合作與融資研討會、企業商機高峰會、綠色商機合作交流酒會及項目簽約儀式，並與綠色展覽和綠色商業配對相配合，冀透過系列活動推廣澳門作為環保產業間的企業合作平台的形象，協助企業在金融海嘯下進一步把握環保合作商機。

### 綠色公眾日
為了加強公眾的環保意識，讓大眾了解如何享受綠色生活，展覽開放予公眾參觀。公眾不單可參觀各參展商和機構的展位，會場內更會展示本澳環保設施模型及器具、生態及綠色生活展板，市民更可在綠色願望專區，許下對澳門的環保願望。

## 歷屆展覽會
| 年份   | 舉辦日期        | 舉辦場地             | 論壇主題                               | 展覽參展數 | 備注                                                             |
| ------ | --------------- | -------------------- | -------------------------------------- | ---------- | ---------------------------------------------------------------- |
| 2008年 | 4月23日至25日   | 澳門威尼斯人會展中心 | ——                                     | 164        |                                                                  |
| 2009年 | 4月2日至4日     | 澳門威尼斯人會展中心 | 全球綠色盛會——環保商機匯澳門           | 254        | 今屆把活動首日設為綠色商機合作日                                 |
| 2010年 | 4月8日至10日    | 澳門威尼斯人會展中心 | 綠色通道：綠色知識、綠色科技、綠色融資 | 350        | 今屆開始大會把活動最後一天定為綠色公衆日                         |
| 2011年 | 3月31日至4月2日 | 澳門威尼斯人會展中心 | 綠色機遇——低碳城市發展                 |            | 成為國際展覽業協會(UFI)認證展會                                  |
| 2012年 | 3月29日至31日   | 澳門威尼斯人會展中心 | 綠色經濟——增長新動力                   |            |                                                                  |
| 2013年 | 3月21日至23日   | 澳門威尼斯人會展中心 | 可持續發展城市——邁向綠色未來           |            | 取消在展覽館公共走道上鋪設地毯和繼續採用可回收循環再造的物料搭建 |
| 2014年 | 3月27日至29日   | 澳門威尼斯人會展中心 | 躍動中的綠色商機                       | 400        |                                                                  |
| 2015年 | 3月26日至28日   | 澳門威尼斯人會展中心 | 綠色經濟——清新空氣 綻放商機            | 450        |                                                                  |
| 2016年 | 3月31日至4月2日 | 澳門威尼斯人會展中心 | 綠色經濟新動力廢物管理創商機           |            |                                                                  |
| 2017年 | 3月30日至4月1日 | 澳門威尼斯人會展中心 | 創新綠色發展 可持續的未來              |            | 獲得澳門的卓越會展大獎                                           |
| 2018年 | 4月12日至14日   | 澳門威尼斯人會展中心 | 構建生態城市 共享綠色經濟              |            |                                                                  |
| 2019年 | 3月28日至30日   | 澳門威尼斯人會展中心 | 構建生態文明 推進綠色發展              |            |                                                                  |
| 2020年 | 3月26日至28日   | 澳門威尼斯人會展中心 | ——                                     | ——         | 活動首次取消                                                     |
| 2021年 | 8月5日至7日     | 澳門威尼斯人會展中心 | 共創綠色低碳新時代                     |            | 活動取消所有線下活動，保留舉辦線上展覽以及線上活動               |
| 2022年 | 12月9日至11日   | 澳門威尼斯人會展中心 | 匯力綠色發展 邁進雙碳目標              |            |                                                                  |
| 2023年 | 8月17日至20日   | 澳門威尼斯人會展中心 | 推動綠色創新 共建生態文明              | 400        | 活動展期由過往的三天延長至四天                                   |
| 2024年 | 3月28日至30日   | 澳門威尼斯人會展中心 | 推動綠色轉型 力踐雙碳目標              | 400        |                                                                  |
| 2025年 | 3月27日至29日   | 澳門威尼斯人會展中心 | 創新綠色發展 建設美麗城市              |            | 會展首次獲得綠色電力證書                                         |

## 相關事件

### 2020年活動首次迎來取消
受新型冠狀病毒肺炎疫情影響，澳門政府決定取消原訂於3月26至28日在澳門舉辦的環保展。貿促局指出，考慮到如果2020MIECF延期舉行，會展活動檔期會較難配合，有機會與鄰近地區同類型環保展會的舉辦時間重疊，同時造成與明年MIECF的檔期過於接近，加大招商招展難度。衡量各項因素後，作出取消決定。取消是次展會對相關企業預計會造成影響，不過當前首要任務是配合防疫工作，稍後相關部門會加快開展2021 MIECF的籌備工作，以令相關企業提前投入服務。

## 外部連結
- 澳門國際環保合作發展論壇及展覽官方網站 （页面存档备份，存于）
- 招商投資促進局官方網站 （页面存档备份，存于）
- 澳門環境保護局官方網站 （页面存档备份，存于）